# Baltasar de Toda i de Tàpies
Baltasar de Toda i de Tàpies   (Reus, 1785 - Reus, 1855) va ser un militar i hisendat català, advocat i ciutadà honrat de Barcelona.

## Biografia
Descendia de la família riudomenca dels Toda, ennoblits per l'Arxiduc Carles. El seu besavi, Francesc Toda i Gil, es doctorà en Dret i va ser magistrat de la Reial Audiència de Catalunya i regent de la Cancelleria Reial, habilitador de Corts i conseller de la ciutat de Barcelona. Partidari de l'Arxiduc, aquest el premià el 1706 amb el privilegi de cavaller. Els seus descendents, que residiren a Riudoms i a Reus, eren grans terratinents, comerciants i militars. Baltasar de Toda es va dedicar a la milícia en un moment de tensió bèl·lica, just quan s'inicià la Guerra del Francès el 1808, i el seu avi i el seu pare li van prometre una assistència diària de 8 rals. Ho va deixar aviat, i va acabar essent advocat.
Tal com feia el seu pare, va dedicar-se al proveïment d'aiguardents als comerciants reusencs, a partir del vi que obtenia de les seves finques. Va seguir la tendència de la noblesa vuitcentista de vendre i no comprar, i va desprendre's de nombroses finques a Montblanc i a Riudoms, però en mantingué les suficients per viure'n de les rendes.
Vinculat als secors conservadors de la ciutat, va ser alcalde de Reus el 1819 i 1820. El 1836 va ser elegit comandant del primer batalló de la Milícia Nacional reusenca, i va recolzar Pau Font Rocamora com a alcalde de la ciutat en front del que hi havia, Francesc Mercader, un liberal del Trienni. Els sectors ciutadans més moderats van aconseguir fer cessar Francesc Mercader per nomenar alcalde a Pau Font.
Va morir el 1855. Un germà seu, Josep Antoni de Toda i de Tàpies, capità de Granaders, es va casar amb una Albertos, i va ser par d'Eduard de Toda i Albertos, pare al seu torn d'Eduard Toda i Güell. Un altre germà seu, Francesc de Toda, hisendat, va ser també alcalde de Reus el 1844-1845.